# Tân Dư
Tân Dư (tiếng Trung: 新余市 Jí'ān Shì bính âm: Xīnyú Shì, Hán-Việt: Tân Dư thị) là một địa cấp thị của tỉnh Giang Tây, Trung Quốc.

## Địa lý
Diện tích địa cấp thị này là 3.164 km² và dân số 1 triệu người. Tân Dư nằm cách Nam Xương 135 km về phía Tây Nam. Ngành công nghiệp chính của Tân Dư là thép.

## Hành chính
Tân Dư được chia ra thành 2 đơn vị hành chính cấp huyện, bao gồm 1 quận và 1 huyện
- Quận: Du Thủy (渝水区）
- Huyện: Phân Nghi (分宜县)